# Ben Wright
Benjamin Huntington Wright, detto Ben (Londra, 5 maggio 1915 – Burbank, 2 luglio 1989), è stato un attore e doppiatore britannico naturalizzato statunitense.

## Biografia
Ben Wright nacque a Londra il 5 maggio del 1915 da madre inglese e padre americano.
All'età di 16 anni, si iscrive all'accademia d'arte drammatica.
Iniziò a lavorare come attore nel 1936.
Invece il suo primo doppiaggio è in La carica dei cento e uno del 1961 in cui diede la voce a Rudy.
Il suo ultimo lavoro è un doppiaggio del 1989 in La sirenetta nella parte di Grimsby.
Muore nello stesso anno a causa di un collasso cardiaco a 74 anni.

## Vita privata
Nel 1951 ha sposato Muriel Roberts con cui è rimasto fino alla morte. Hanno avuto due figli: un maschio e una femmina.

## Filmografia parziale

### Attore
- Crusader – serie TV, episodio 1x26 (1956)
- Mr. Adams and Eve – serie TV, episodio 2x17 (1958)
- Telephone Time – serie TV, episodio 3x25 (1958)
- Have Gun - Will Travel – serie TV, 6 episodi (1958-1961)
- Peter Gunn – serie TV, episodio 2x03 (1959)
- Avventure in paradiso (Adventures in Paradise) – serie TV, episodi 1x11-3x25 (1959-1962)
- Michael Shayne – serie TV episodio 1x06 (1960)
- Hong Kong – serie TV, episodio 1x13 (1960)
- Ispettore Dante (Dante) – serie TV, episodio 1x21 (1961)
- Il magnifico King (National Velvet) – serie TV, episodio 1x28 (1961)
- Ai confini della realtà (The Twilight Zone) – serie TV, episodi 3x09-3x18 (1961-1962)
- Scacco matto (Checkmate) – serie TV, episodi 2x20-2x25 (1962)
- The New Breed – serie TV, episodio 1x26 (1962)
- The Dick Powell Show – serie TV, episodio 2x07 (1962)
- Ensign O'Toole – serie TV, episodio 1x10 (1962)
- I detectives (The Detectives) – serie TV, episodio 3x27 (1962)
- Ben Casey – serie TV, 2 episodi (1962-1964)
- G.E. True – serie TV, episodi 1x19-1x20 (1963)
- Sotto accusa (Arrest and Trial) – serie TV, episodi 1x09-1x25 (1963-1964)
- Indirizzo permanente (77 Sunset Strip) – serie TV, 3 episodi (1963-1964)
- Il virginiano (The Virginian) – serie TV, 4 episodi (1963-1971)
- My Living Doll – serie TV, episodio 1x17 (1965)
- Gli inafferrabili (The Rogues) – serie TV, episodio 1x16 (1965)
- La legge di Burke (Burke's Law) – serie TV, episodio 3x01 (1965)
- Get Smart – serie TV, episodio 1x03 (1965)
- Codice Gerico (Jericho) – serie TV, episodio 1x03 (1966)
- Selvaggio west (The Wild Wild West) – serie TV, episodio 1x17 (1966)
- Io e i miei tre figli (My Three Sons) – serie TV, episodio 6x32 (1966)
- Hondo – serie TV, episodi 1x08-1x12 (1967)
- Tarzan – serie TV, episodi 1x19-1x31-2x08-2x22 (1967-1968)
- The Outsider – serie TV, episodio 1x09 (1968)
- Ellery Queen – serie TV, episodio 1x18 (1976)

### Doppiatore
- La carica dei cento e uno (1961)
- Il libro della giungla (1967)
- La sirenetta (1989)

## Doppiatori italiani
- Augusto Marcacci in I giganti del mare
- Bruno Persa in Tutti insieme appassionatamente
- Pietro Ubaldi in Ai confini della realtà (doppiaggio tardivo)

Da doppiatore è sostituito da:
- Gianfranco Bellini in La carica dei cento e uno
- Renato Turi in Cleopatra
- Luciano De Ambrosis in Il libro della giungla
- Manlio Guardabassi in La sirenetta